# مکسر الحصان
مکسر الحصان (به عربی: مکسر الحصان) یک روستا در سوریه است که در استان حمص واقع شده‌است. مکسر الحصان ۸۱۱ نفر جمعیت دارد.